# Robert Sturdy
Robert Sturdy (ur. 22 czerwca 1944 w Wetherby) – brytyjski polityk i rolnik, deputowany do Parlamentu Europejskiego IV, V, VI i VII kadencji (1994–2014). Ojciec polityka Juliana Sturdy'ego.

## Życiorys
Absolwent Ashville College w Harrogate, z zawodu biegły księgowy. Prowadzi wielkoobszarowe gospodarstwo rolne w West Yorkshire. Obejmował różne stanowiska w krajowym związku rolników (National Farmers Union), m.in. był przewodniczącym tej organizacji.
W 1994 z ramienia Partii Konserwatywnej po raz pierwszy został wybrany do Parlamentu Europejskiego. Od tego czasu mandat europosła odnawiał w kolejnych wyborach (w 1999, 2004 i 2009). W VII kadencji przystąpił wraz z torysami do nowej grupy pod nazwą Europejscy Konserwatyści i Reformatorzy. Został też wiceprzewodniczącym Komisji Handlu Międzynarodowego.